# 部頭合約
部頭合約，即通称为基本藝人、其他部頭合約等，是香港的娛樂圈藝人與兩間免費其他所有電視台合約藝員等。

## 合約簡介
依目前所屬機構該於任職公司簽訂之香港演員合約主要的配角一種，例如：有線電視、無綫電視、麗的電視（即現今亞洲電視）、MakerVille、Now TV、ViuTV及奇妙電視，演藝人員同樣每年簽署為旗下的部頭合約（基本藝人合約）以及經理人合約藝員數量相差得唔算遠，而且現有的所在地區域之電視台工作實際上即使是經理人、部頭合約及基本藝人合約亦都沒有簽約其他部頭合約藝員。
仍以合約本身並沒有訂明了底薪即每次有不包括艺人按每年一次需要为簽約電視台拍一定数量的剧集，片酬按照拍攝劇集集數來算，其余时间艺員可以在香港以外的地方发展。

### 無綫電視藝員
由香港無綫電視（TVB）與藝人和歌手簽訂旗下的演員合約，大致上可分為八種類型，包括有「節目合約」、「兒童合約」、「主持合約」、「特殊合約」、「其他合約」、「演出合約」、「部頭合約」、以及與「歌星合約」等。
而條文中的內容大致為，至2010年代前，規定藝人從事所屬電視台以外的工作前必須先取得為香港無綫電視有限公司旗下合約藝人的同意，或必須完全專屬為無綫電視（除非獲得同意）。至於歌手，他們在從事所屬電視台的工作前必須先取得無線電視同意，或給予事前通知。規定藝人需在指定時期為無綫電視拍攝指定集數的節目，亦要參與宣傳節目，但藝人也可亮相其他電視台及自行承接其他工作。而TVB小生花旦、甘草綠葉、歌手等獲派的工作是按每項演出計算的。有需要時，曾於歌手會按雙方議定的酬金於成為無綫電視藝員的節目亮相。自2009年起發生HKRIA版權風波，直至2012年前歌手他們在從事所屬電視台的以外工作前必須先取得無綫電視藝員同意或給予事前通知。故難亮相友台。在2012年前，若想亮相其他電視台要七日前通知無綫，且不能用廣東話接受訪問。

### 麗的電視 / 亞洲電視藝員
由香港麗的電視以及於亞洲電視（RTV和ATV）與電視藝人和歌手簽訂的合約，大致上可分為八種類型，包括有「節目合約」、「兒童合約」、「主持合約」、「特別合約」、「其他合約」、「演出合約」、「部頭合約」以及與「歌星合約」等。
而條文中的內容大致為，規定藝人從事所屬電視台以外的工作前必須先取得麗的電視和亞洲電視的同意，或必須完全專屬為麗的電視和亞洲電視藝員（除非獲得同意）。他們在從事所屬電視台以外的工作前必須先取得麗的電視及亞洲電視的同意，至於歌手，他們在從事所屬電視台的以外工作前必須先取得麗的電視或亞洲電視同意或給予事前通知。

### 亞洲電視數碼媒體、亞洲心動娛樂藝員
由香港亞洲電視有限公司子公司、亞洲電視數碼媒體以及亞洲心動娛樂有限公司母公司（ATV和AMM）與電視藝人和歌手簽訂的合約，大致上可分為八種類型，包括有「節目合約」、「兒童合約」、「主持合約」、「特別合約」、「其他合約」、「演出合約」、「部頭合約」以及與「歌星合約」等。
而條文中的內容大致為，規定藝人從事所屬網絡電視台以外的工作前必須先取得亞洲電視等子公司、以及母公司的藝員同意中，或必須完全專屬為亞洲心動娛樂電視藝員（除非獲得同意）。另外，他們在從事所屬電視台以外的工作前必須先取得亞洲心動娛樂的同意，至於歌手，他們在從事所屬電視台的以外工作之前必須先取得亞洲電視的子公司旗下藝人同意或給予同事前通知。

### ViuTV/MakerVille藝員
ViuTV大部分演員或藝人亦都係以部頭合約合作，即一份合約只做一個節目，只有小部分出生自Now TV的合約藝人簽長約，由大國文化藝人管理有限公司做經理人，而2018年組成的組合Mirror和Error，則直屬ViuTV經理人旗下，唱片合約則簽約大國文化。2022年4月起，經理人合約由MakerVille管理。

## 外部連結
- 配角